# José Gregorio Paz Soldán
José Gregorio Paz Soldán y Ureta (Arequipa, Perú, 9 de mayo de 1808 -  Lima, 18 de diciembre de 1875) fue un abogado, jurista, diplomático, periodista y político peruano. Fue Ministro de Relaciones Exteriores o Canciller del Perú por tres períodos: 1845-1848, 1853-1854 y 1862-1863, presidiendo el gabinete ministerial en el último período. Al frente de la Cancillería organizó a partir de 1846 los servicios diplomático y consular de la República, lo que convirtió al Perú en el primer país de América en realizar tal labor. Asimismo, orientó la política internacional del Perú hacia un franco y noble ideal americanista; en tal sentido convocó en Lima el primer Congreso Americano de 1847 y presidió el segundo de 1864, como respuesta a las amenazas de intromisión de las potencias europeas. Por toda esta labor fundacional, se le conoce como el «Sustentador de la Diplomacia en el Perú». Como magistrado, fue fiscal de la Corte Suprema de Justicia del Perú. Fue además rector de la Universidad de San Marcos, donde hizo una total reorganización y renovación de los estudios (1861-1863).

## Cargos públicos
- 1833 Juez de Primera Instancia.
- 1839 Fiscal de la Corte Superior de Arequipa.
- 1839 Diputado al Congreso Constituyente de Huancayo, nombrado por los vecinos notables de Arequipa.
- 1845 Senador por Arequipa.
- 1845-1848 Ministro de Relaciones Exteriores del Perú del gobierno del general Ramón Castilla.
- 1849 Director general de Hacienda y senador por Arequipa.
- 1853-1854 Ministro de Relaciones Exteriores del Perú del gobierno del general José Rufino Echenique.
- 1862-1863 Primer ministro y ministro de Relaciones Exteriores  del gobierno del Mariscal Miguel de San Román.

## Biografía

### Familia
Fue hijo de Manuel Paz Soldán (Ministro Tesorero de las Reales Cajas de Arequipa) y Gregoria de Ureta y Araníbar.  
Fueron hermanos de José Gregorio, entre otros:
- Pedro Silvero Paz Soldán, presidente del Consejo de Ministros del presidente Mariano Ignacio Prado (1866-1867) y padre de Pedro Paz Soldán y Unanue, el célebre "Juan de Arona".
- Santiago José Paz Soldán, naturalista y oceanógrafo que trabajo con el científico alemán Alexander von Humboldt a su paso por el Perú.
- Josefa Paz Soldán, madre del científico y explorador peruano de las selvas amazónicas Manuel Rouaud y Paz Soldán.
- Mateo Paz Soldán, geógrafo y astrónomo, autor de la obra Geografía del Perú.
- Mariano Felipe Paz Soldán, geógrafo e historiador, autor del primer Atlas Geográfico del Perú.
- Mariano Domingo Paz Soldán, quien marchó al Alto Perú con el Libertador Bolívar donde fundó la Universidad de Chuquisaca, y radicó allí. Formó la familia Paz Soldán de Bolivia, siendo el célebre escritor boliviano Edmundo Paz Soldán su descendiente directo.

Hijo de José Gregorio fue Eleodoro Paz Soldán, quien a la edad de 24 se enlistó voluntariamente en los cuarteles de Lima para participar en la Guerra con Chile del año 1879, con el grado de subteniente, y participó en las campañas de San Francisco, Tarapacá y el Alto de la Alianza, falleciendo en un enfrentamiento cuerpo a cuerpo en Tacna en mayo de 1880 a los 25 años. Dejó viuda y dos hijos.

### Estudios
Ingresó a los 14 años al famoso Seminario de San Jerónimo de Arequipa, centro de formación cultural y patriótica de esa ciudad, en el cual también estudiaron sus hermanos Pedro, Mateo y Mariano Felipe. Tuvo como maestros a personalidades ilustres como Francisco Xavier de Luna Pizarro, Francisco de Paula González Vigil y Andrés Martínez de Orihuela y estudió Filosofía, Matemáticas, Teología y Derecho. Cursó estudios superiores en la Universidad Nacional de San Agustín; y al mismo tiempo dictó clases de Latinidad y Derecho Canónico en el Seminario. Se graduó de doctor en Teología y Jurisprudencia. Se recibió como abogado el 4 de agosto de 1831.

### Magistrado y parlamentario
José Gregorio Paz Soldán empezó ejerciendo la magistratura, siendo sucesivamente relator de la Corte Superior de Arequipa, juez de primera instancia (1833), fiscal (1839) y vocal de la misma (1844). Por entonces editó El Pacificador y El Pensador (1834), publicaciones que tuvieron corta duración y donde trataba asuntos de política nacional; y La Bandera Bicolor (de marzo a agosto de 1839), donde defendió ardorosamente la Restauración acaudillada por el presidente Agustín Gamarra. Asimismo, dirigió El Republicano (1839). 
Como diputado por Arequipa se incorporó al Congreso Constituyente de Huancayo que elaboró la Constitución conservadora de 1839. Luego retornó a su labor como magistrado, pero nuevamente fue elegido como representante en el Parlamento, esta vez como senador por Arequipa (1845-1849), bajo el primer gobierno de Ramón Castilla.

### Canciller (1845-1847)

José Gregorio Paz Soldán, según el dibujante Evaristo San Cristóval. El Perú Ilustrado.

Castilla le ofreció el Ministerio de Relaciones Exteriores, convencido de que era el único capacitado para desempeñar tan alta función. Pese a ser opositor del gobierno, en su calidad de simpatizante de Manuel Ignacio de Vivanco, Paz Soldán aceptó y ejerció ese cargo del 19 de mayo de 1845 a 28 de enero de 1848, exceptuando un breve intervalo en abril de 1847, cuando lo reemplazó Manuel del Río. 
Al frente de la Cancillería realizó una importante labor:
- El 31 de julio de 1846 dictó el histórico Decreto (el llamado Decreto 90) sobre organización del Servicio Diplomático y Consular peruano, que fue aprobado por el Congreso del Perú y convertido en ley el 9 de noviembre de 1853, durante la administración del Presidente Echenique. La "Ley Paz Soldán" estuvo vigente hasta 1890 y sirvió de base para la legislación nacional sobre este tema y de modelo para otros países del continente.[8]
- Se establecieron legaciones (embajadas) en Estados Unidos, Inglaterra, Chile, Bolivia y Ecuador. Se abrieron consulados  en París y Bruselas.
- Se convocó en Lima el primer Congreso Americano de ministros de relaciones exteriores, al que asistieron los cancilleres de Bolivia, Chile, Ecuador y Nueva Granada, además del anfitrión (1847). Y es que por entonces se hacía necesario coordinar la acción de todo el continente americano frente a la amenaza de España, que mostraba pretensiones de reconquista, al apoyar una expedición dirigida por el general Juan José Flores hacia el Ecuador. En dicha reunión de cancilleres americanos se dejó sentado el principio de que cualquier ataque extranjero contra un país americano debía de considerarse como un ataque a todos, y, por lo tanto, todos debían sumarse a la defensa. La expedición Flores fracasó debido a la actitud enérgica del Perú.[9]

Tras esta fructífera labor en la cancillería, Paz Soldán pasó a ser sucesivamente director general de Hacienda, miembro del Consejo de Estado (1850-1853), fiscal de la Corte Suprema de Justicia (1851-1855), ministro plenipotenciario en Colombia (1852) y Venezuela (1853), con la misión de negociar las deudas de la Independencia (pues, aunque parezca increíble, el Perú se había comprometido a pagar a los gobiernos de estos dos países los gastos ocasionados por la llegada de la expedición libertadora de Bolívar, habiendo sido el aporte peruano a la causa común de la independencia tan o más importante que la misma).

### Canciller (1847-1848)
Nuevamente, ocupó el Ministerio de Relaciones Exteriores, del 9 de noviembre de 1853 a 24 de abril de 1854; e interinamente se encargó del portafolio de Hacienda. Se desarrollaba entonces el gobierno de José Rufino Echenique, su antiguo correligionario vivanquista. 
En 1853, adquirió el fundo San Isidro que había sido subastado por deudas a los Condes de San Isidro. Para 1920, su nieta Luisa Paz Soldán y Rouaud, decidió urbanizarla, dando origen a lo que después sería el Distrito de San Isidro, centro económico de Lima.
Tras la caída de Echenique, fue separado de la fiscalía. Deseando vivir en tranquilidad, se trasladó a Arequipa, donde presidió la Academia Lauretana (1856). Luego colaboró en El Constitucional (1858-1859), uno de los más interesantes periódicos doctrinarios de esa época.
Ya finalizando el segundo gobierno de Ramón Castilla, fue reincorporado a la fiscalía de la Corte Suprema, por ley del 15 de marzo de 1861.

### Rector de la Universidad de San Marcos
Elegido rector de la Universidad de San Marcos (1861-1863), inició la total reorganización y renovación de sus estudios, mediante la adopción del sistema de facultades y la diferenciación entre la enseñanza secundaria y la superior. Dio también su primer Reglamento y empezó la edición de los Anales Universitarios, para difundir su desarrollo académico.

### Canciller (1853-1854)
Durante el breve gobierno de Miguel de San Román ocupó por tercera vez el Ministerio de Relaciones Exteriores, presidiendo el gabinete, del 27 de octubre de 1862 a 9 de abril de 1863. 
Durante el gobierno de Juan Antonio Pezet, representó al Perú en el segundo Congreso Americano de Lima realizado de 15 de octubre de 1864 a 13 de marzo de 1865, siendo elegido presidente del mismo. En tal instancia defendió enérgicamente la independencia y de la soberanía del Perú, que se veían amenazadas por la agresión española, arrogantemente amparaba en su escuadra naval del Pacífico. Culminada esta labor, volvió al ejercicio de la magistratura.

## Homenajes

### Creación de una Orden Al Mérito con su nombre

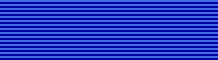
Cinta de la Orden

El 1 de septiembre de 2004, mediante Decreto Supremo, el Estado peruano creó la Orden Al Mérito del Servicio Diplomático de la República del Perú José Gregorio Paz Soldán a fin de reconocer en forma objetiva las trayectorias profesionales destacadas de los funcionarios diplomáticos de la República, los ciudadanos nacionales que hayan realizado actos de especial relevancia y significación para el desarrollo institucional del Servicio Diplomático de la República y del Ministerio de Relaciones Exteriores del Perú así como a quienes hayan hecho aportes sobresalientes a la política exterior del Perú.	
Esta Orden fue creada como un homenaje a la memoria del Diplomático y Político que  instituyó el Servicio Diplomático de la República del Perú. Esta Orden tiene los siguientes grados: Gran Cruz, Gran Oficial, Comendador, Oficial y Caballero.

## Descendencia
En 1831, se casó con María Mercedes Martínez y Orihuela, con quien tuvo dos hijos: Petronila y José Luis Paz-Soldán Martínez.
Contrajo segundas nupcias con Grimanesa de Zavala y de la Puente, hija de Pedro José de Zavala y Bravo del Ribero, VII marqués de San Lorenzo del Valleumbroso y de Grimanesa de la Puente y Bravo de Lagunas, II marquesa de la Puente y Sotomayor, IV marquesa de Torreblanca y V condesa de Villaseñor. La pareja tuvo dos hijos: José Gregorio y María Paz-Soldán y Závala.
Contrajo terceras nupcias con Jesús María de Rivero y García, con quien tuvo cuatro hijos: Daniel, Elvira, María y Víctor Paz-Soldán y Rivero.
Entre sus descendientes se encuentra también el jurista Carlos Pareja Paz Soldán y los reconocidos diplomáticos José Pareja Paz Soldán y Carlos Pareja Ríos.

## Obras publicadas
- Principios de Derecho Canónico (Arequipa, 1832).
- Memoria a la legislatura ordinaria de 1847 (1847).
- Mi defensa (1855), en torno a su gestión como ministro de Echenique.
- Los derechos adquiridos y los actos de la dictadura del Perú en 1866 (1867).